# Tengerimalac
A tengerimalac vagy más néven dinnyedisznó (Cavia porcellus) a rágcsálók (Rodentia) rendjén belül a Cavia nemhez tartozó, külsőre leginkább nyúlra emlékeztető, de nála valamivel kisebb testű emlős. Testhossza 20–25 centiméter, tömege 700 gramm (nőstény) – 1100 gramm (hím). Őseinek természetes élőhelye Dél-Amerika (Kelet-Brazília, Chile, Peru, Argentína). Méretben, színben, szőrfajtában igen különbözőek lehetnek, s egyik jelenleg vadon élő fajhoz sem hasonlítanak. Pontos ősük nem ismert.
Az állat a Cavia emlősnem típusfaja.

## Elnevezése
A tengerimalacnak – nevével ellentétben – rendszertanilag semmi köze a disznókhoz; testfelépítésük sokkal inkább a nyulakéhoz hasonló. A furcsa elnevezés – a magyarban valószínűleg a német Meerschweinchen tükörfordítása – eredete nem teljesen tisztázott. A „tengeri-” utalhat egyaránt az állat tengeren túli származására, és arra is, hogy amikor a spanyolok felfedezték, tengeri hajósok juttatták el Európa területére a 16. században mint díszállatot a gazdagok szórakoztatására. Néhány nyelven a ’guineai malac’ vagy ’indiai malac’ elnevezés utal az állat egzotikus származására. A ’guineai’ jelző eredete szintén homályos. Elképzelhető, hogy a hajósok az afrikai Guineába tértek vissza az utazás során, de még valószínűbb, hogy egyszerűen a dél-amerikai Guyana hibás módosulásáról van szó. Angol nyelvészek szerint az is lehetséges, hogy a Guinea a régi nyelvi coney, ’nyúl’ szó eltorzulása, mivel az állat angol elnevezése korábban Spanish coney, azaz ’spanyol nyúl’ volt. Az ’indiai’ elnevezés pedig valószínűleg Amerika felfedezésével és az indián szóval állhat kapcsolatban.
A malac név eredete sem teljesen tisztázott. Egyes feltételezések szerint a kismalacokéhoz hasonlító visító, olykor röfögő hangjának köszönheti, mások szerint pedig annak, hogy a már több ezer évvel ezelőtt háziasított fajtáját Dél-Amerikában a húsáért tartották, akárcsak a disznókat, illetve a középkorban a hajókon is előszeretettel fogyasztották. Létezik egy harmadik feltételezés is, miszerint a malac nevet annak köszönheti, hogy a földet túrva keresi táplálékát, akárcsak a disznók. Ezen kívül magyarázták már azzal is, hogy testalkata (rövid fül, a testéhez képest nagy fej) kissé a malacéhoz is hasonlít.
A dinnyedisznó elnevezés eredete szintén máig ismeretlen és ellentmondásos, mivel alapvetően ezek az állatok nem ehetnek semmilyen dinnyefélét magas cukortartalmuk miatt. Valószínűsíthetően a táplálkozás közben megfigyelhető, jellegzetes gömb alakja miatt kapta az elnevezést, ugyanis gyakori jelenség, hogy az állat evés közben felborzolja szőrzetét, ami ezáltal testesebb, fenyegető küllemet kölcsönöz neki.
Tudományos elnevezése, a Cavia porcellus első tagja a karibi indián eredetű spanyol cobaya latinosításából származik, a porcellus jelentése pedig ’disznócska’ latinul.

## Leírása
Egy kifejlett példány hossza eléri a 20–25 centimétert, tömege 700–1100 gramm. A fej a test arányához képest nagy. A fejen a szemek a koponya oldalán helyezkednek el, és a fülek között is széles a távolság. Füle viszonylag rövid és lelógó. Teste egyenletesen izmos felépítésű. A nyak rövid és erőteljes, a toka tekintélyes. A törzs hosszú, de látszatra zömök. A vállak szélesek, mélyen ülnek, és homorú ívet formálnak az állat gerincvonalán. A medencecsont széles terpesztésű, a gerinc lefutása a farokcsigolyák felé ívelt. A test kontúrja határozott kettős ívet mutat, amely a fej tetejétől indul ki. A mellső végtagjai egyenesek, a hátsók pihenő helyzetben „V” alakot alkotnak. A mellső végtagokon négy, a hátsókon három ujj található. Farka nincs.
Érdekesség, hogy a tengerimalac hallása rendkívül kifinomult, és az ember által hallható hangoknál jóval szélesebb tartományra (50–50 000 Hz) terjed ki: fajtársaik egymással az ultrahang tartományban kommunikálnak. A többi rágcsálóval ellentétben növényi táplálékkal, főleg fűfélékkel, szénával, ritkábban gyümölcsökkel, zöldségekkel táplálkozik. A magvak fogyasztása természetes élőhelyén nem jellemző. 6-8 évig él. Népszerű házikedvenc lehet.

## Feltételezett őse

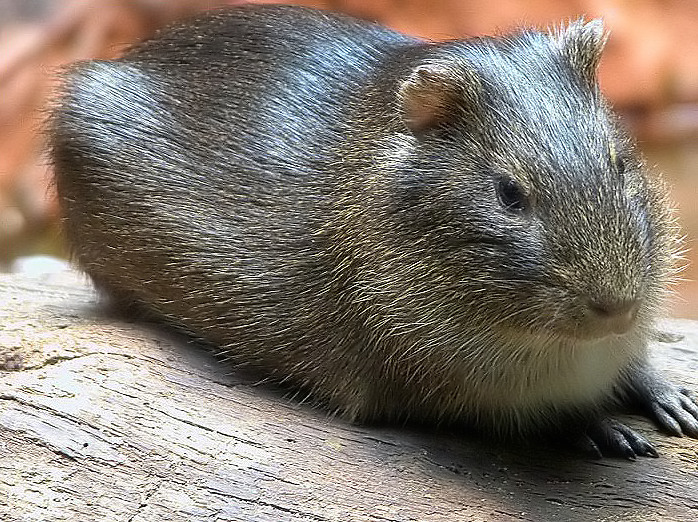
A Cavia aparea a tengerimalac feltételezett őse

A Cavia porcellus már teljesen háziasított faj, vad őse egyes feltételezések szerint a Peruban jelenleg is élő Cavia aparea. A házi tengerimalacot gyakran csupán ennek egyik alfajaként tárgyalják (Cavia aparea porcellus). Mások a Cavia tschudii fajtól eredeztetik. Egyesek a két vadon élő változatot csupán egyazon faj két alfajának tekintik (Cavia aparea tschudii néven), és mindkettőt a házi tengerimalac ősének gondolják. Valójában azonban nem ismert, mely faj volt a háziasított tengerimalac őse.

## A tengerimalacok „nyelve” és viselkedése
1976-ban az angliai Leicesteri Egyetem pszichológia tanszékének kutatói kimutatták, hogy a tengerimalacok összesen 11-féle hangot tudnak kibocsátani, amelyekkel különböző érzések (éhség, fájdalom, félelem, elégedettség, izgalom stb.) kifejezésére képesek. A kutatás szerint a tengerimalac legjellemzőbb hangja, az éles visítás vagy füttyentés csak az emberrel való kommunikációban használatos, mint figyelemfelkeltés, és jelentése általában „élelmet akarok!”. A tengerimalac gyorsan képes tanulni és különböző dolgokat egymáshoz kötni, érzéseit kifejezni (például a hűtőszekrényajtó nyitását vagy a zacskózörgést rövid idő alatt megtanulja asszociálni az élelem érkezésével, s a későbbiekben már reflexszerű hangos visítással jelzi az embernek: „élelem van a közelben!”). Főként azok a példányok tanulékonyak, amelyekkel sokat foglalkoznak, s egy kis figyelemmel az ember is képes felismerni, hogy mikor mit akarnak.
Könnyen megszelídíthető, barátságos, ám rendkívül félénk állat. Szorult helyzetben félelmében gyakran harap, ami kisebb sérülést okozhat, ezért kerülni kell a hirtelen mozdulatokat. Ajánlatos társaságban (legalább párban) tartani, az egyedül tartott példány ugyanis depressziós lesz, könnyebben megbetegszik. A kisebb testű rágcsálókkal ellentétben nem tud játszani a szakkereskedelemben kapható kisállat-játékokkal (mókuskerék, labda stb.), viszont szeret játszani fajtársaival és az emberrel, de lehet neki venni függőágyat vagy alagutat, amit előszeretettel használ. Kellő türelemmel meg lehet tanítani bizonyos szavak, mondatok megértésére, vagy hogy hívásra az emberhez szaladjon. Mozgása nem túl fürge, a többi rágcsálóhoz és a nyulakhoz képest nem túl ügyes, ám gyorsan tud futni és bizonyos akadályokat átugrani vagy felugrani rájuk. Örömét vagy izgatottságát sokszor egy helyben ugrálással („popcornozás”) mutatja ki.

## A nemek tartása és összeszoktatása
A helyesen megválasztott fajtársra a tengerimalacoknak szüksége van. Külön érdemes szólni az azonos, illetve eltérő nemű állatok tartásának kockázatairól. Hobbiból, kedvencként tartott állatoknál célszerűbb az egynemű párok (hím-hímmel, nőstény-nősténnyel) tartása, mert így elkerülhető a szaporulat és a vele járó gondok és felelősség, valamint a vemhességgel és a szüléssel felmerülő kockázatok. Viszont ivartalanított hímet és nőstény lehet együtt tartani. A hím állatok együtt tartása ugyanúgy lehetséges, mint a nőstényeké, de mindkét nemnél tanácsos úgy összeválogatni a társakat, hogy egy idősebb egyed mellé egy jóval fiatalabb kerüljön. Ebben miatt már eleve adott. Közel azonos korú társak összeszoktatásának megkísérlése nőstényeknél átmeneti vagy állandósuló civakodást, hímeknél egyenesen életveszélyes sérüléseket okozó verekedéseket eredményezhet. A hímet a nőstény hosszú távon általában nem bántja, esetleg az összeszoktatási időben lehetnek átmeneti, kisebb-nagyobb nézeteltérések. Különnemű társak tartásakor számolni kell a szaporulattal (amennyiben ivarosak). Fontos megjegyezni, hogy ha a nőstény tengerimalac egyéves koráig nem szült, vagyis 10 hónapos koráig nem vemhesült, akkor már nem ajánlatos hím társat tenni mellé, mert medencéje egyéves kora után fokozatosan becsontosodik, rugalmasságát elveszíti, ellehetetlenítve a kismalacok akadálytalan megszületését. Kb. 3-5 kismalac születik, ezért aztán az egyévesnél idősebb, nemzőképes, de nem ellett nőstény ideális társa egy fiatalabb nőstény vagy egy ivartalanított hím lehet. Összeszokott nőstények tartásakor, ha az egyik kölyköket nevel, a harmónia általában teljes, a többi nőstény sok mindenbe besegít már a szülésnél is, a későbbiekben pedig a kölyköket a barátnők együtt nevelik, gondozzák, vigyázzák. A hím kölyköket 4 hetes koruk körül lehet (és kell is) leválasztani.

## Fajtatisztaság és tenyésztés
Amerika felfedezése után az Európába került tengerimalac e kontinensen mindenütt elterjedt, alakja és nagysága a tenyésztés módja szerint változott. Küllemi szempontok alapján a tengerimalacok tenyésztése a 20. század második felében a brit szigeteken kezdődött, itt számos fajtát alakítottak ki és fejlesztettek tovább. Angliából az Amerikai Egyesült Államokba, Ausztráliába és Európa számos országába eljutottak. Egyes fajták, színvariánsok megjelenése a gondos tenyésztési program mellett véletlen genetikai változásoknak is köszönhető. Ilyen spontán mutáció eredményeként jelent meg a kopasz tengerimalac is, melynek két változatát ismerjük. Napjainkban is keletkeznek új fajták, a meglévők pedig folyamatosan fejlődnek igen gazdag szőr- és színváltozatok kombinációit adva. A fajtatiszta tengerimalacokat a beltenyészet elkerülése és a fajták megőrzése érdekében, amelyek más fajtatiszta állatokhoz hasonlóan kiállításokon is szerepelnek. A fajtákat az adott ország szabványai szerint bírálják el, ami kevéssé tér el az általánosan elfogadott brit standardtól, melyet a National Cavy Club ad ki. A standard sehol sem állandó, időnként (általában ötévenként, vagy amikor az adott fajta állománya ezt megköveteli) újrafogalmazzák, vagy kisebb módosításokat végeznek rajta.

Cavia porcellus-fajták szőrhossz szerint
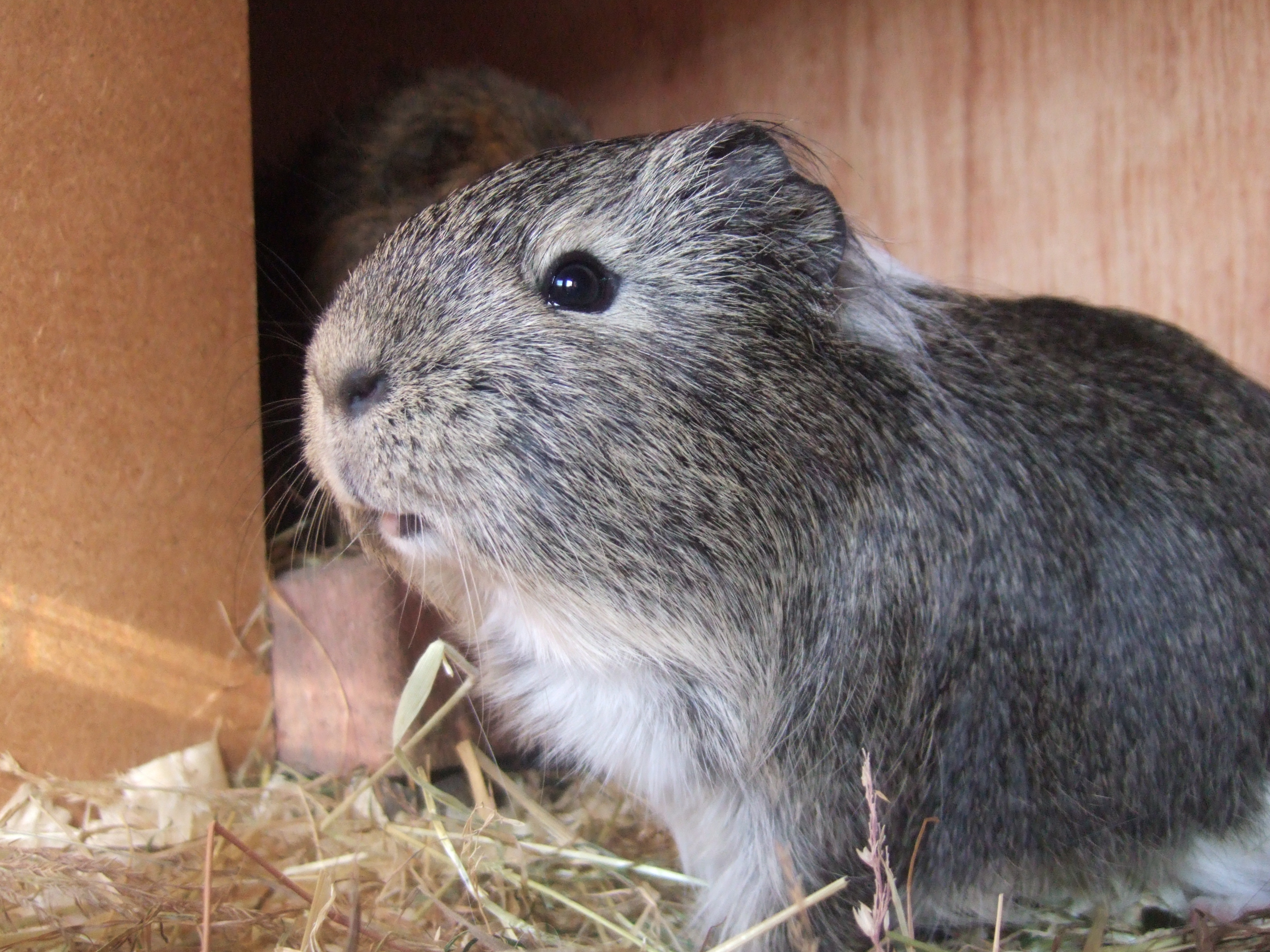
Rövid
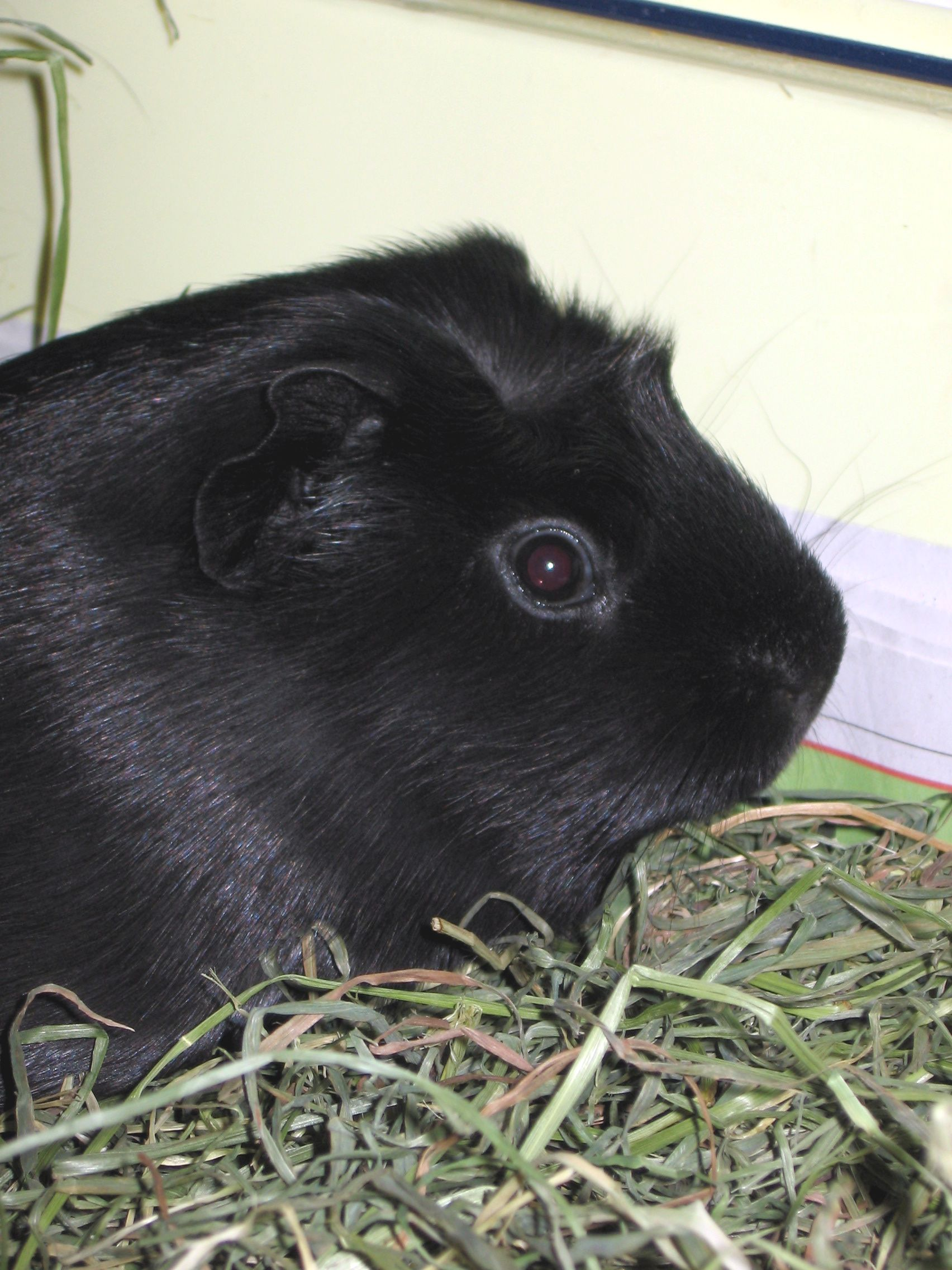
Rövid
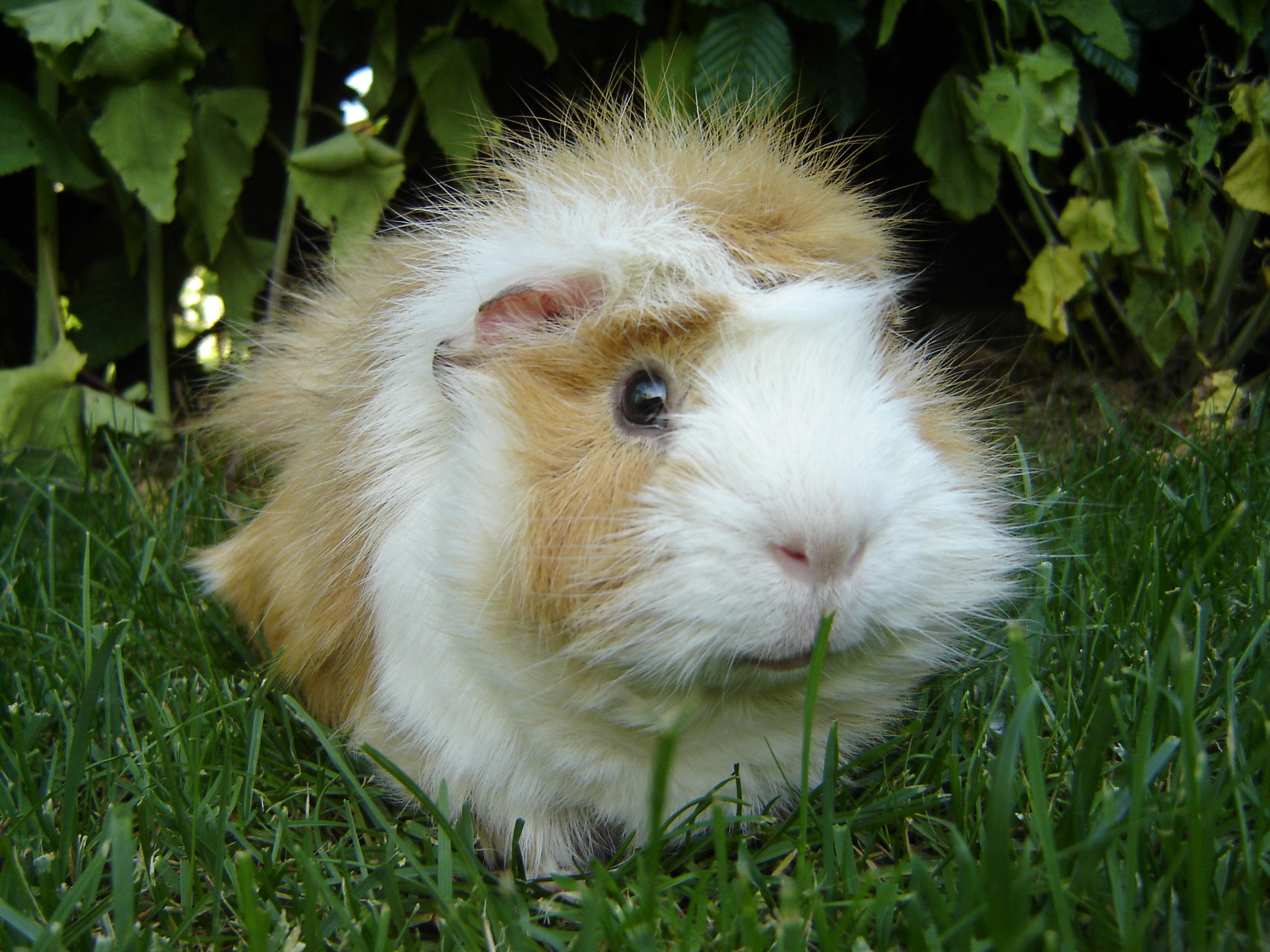
Félhosszú
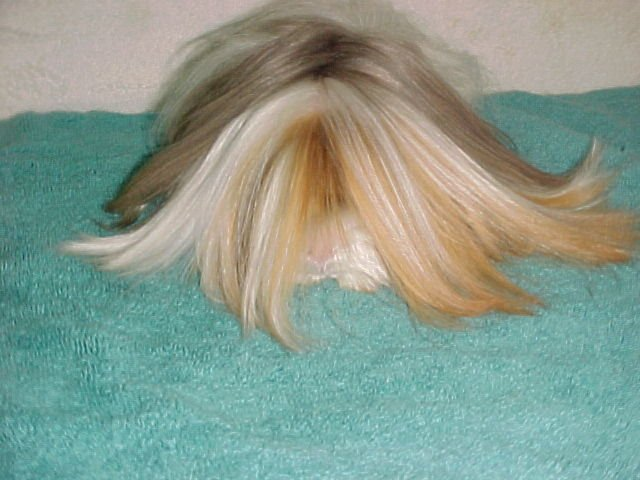
Szatén szőrminőségű hosszúszőrű (perui fajta)

### Hivatalos tenyésztői változatok
A háziasított tengerimalac tenyésztők által létrehozott és törzskönyvezett sztenderd fajtáit szín- és szőrtípus alapján az alábbi táblázat szemlélteti.
| Megnevezés       | Leírás, változatai |
| ---------------- | --- |
| Egyszínű         | Fekete, szépia, lila, kék, csokoládébarna, kávébarna, bézs, vörös, arany, sáfrány, sárga, krém, fehér. |
| Aguti            | Aranyaguti, narancsaguti, lazacaguti, szürkeaguti, csokoládéaguti, citromaguti, krémaguti, ezüstaguti, fahéjaguti, bézs-arany argente, kék-arany argente, lila-sáfrány argente, bézs-sáfrány argente, lila-fehér argente, bézs-fehér argente, kék-fehér argente.      |
| Többszínű        | Teknőctarka, japán, harántsávos, csíkos, holland, himalája, dalmata, márványozott. |
| Skinny           | Szőrtelen tengerimalac, csak az orron, illetve a lábfejeken található néhány szőrrel fedett terület. |
| Angol rövidszőrű | A szőrzet rövid, fényesen csillogó, egységes. Nincsenek rozetták (díszítő szőrmintázat), és az egységes képet megtörő szőrszálak. |
| Angol bóbitás    | A fej tetején egy, a szőr színével megegyező forgó („bóbita”) található. |
| Amerikai bóbitás | A fej tetején egy fehér forgó található. |
| Abesszín         | Az állaton négy pár, szimmetrikusan elhelyezkedő rozetta található. E fajta egyik változata az ún. rozettás tengerimalac, melyen szintén forgók találhatók, de nem a fajtasztenderdnek megfelelő módon, így kiállításon csak az ún. „kedvenc” kategóriában indítható. |
| Rex              | A szőrzet rövid és hullámos, érintésre ruganyos. |
| Sheltie          | Hosszú, hátrafelé növő szőr jellemzi ezt a változatot. |
| Koronás          | A szőrzet hosszú és egyenes, az állat feje tetején egy forgó található. |
| Perui            | Az állat szőre hosszú, farán két rozetta található. A szőr a rozetták vonalától a fej irányában előre, a far irányában pedig hátrafelé nő. |
| Angóra           | A peruihoz képest többletrozetták találhatók az állaton, számuk 4–8 között van, elhelyezkedésük szimmetrikus. Az állat összképe egységes. |
| Texel            | Szőre hosszú, mint a sheltié, csak göndör, azaz rexoid szőrminőségű. |
| Merinó           | Mint a texel, csak feje tetején egy rozettával. |
| Alpaka           | Mint a perui, csak rexoid szőrrel. |
| Mohair           | Mint az angóra, csak rexoid szőrrel. |
| Lunkarya         | Mint a perui vagy sheltie vagy koronás, csak göndör szőrminőséggel. |